# Friederike Becht

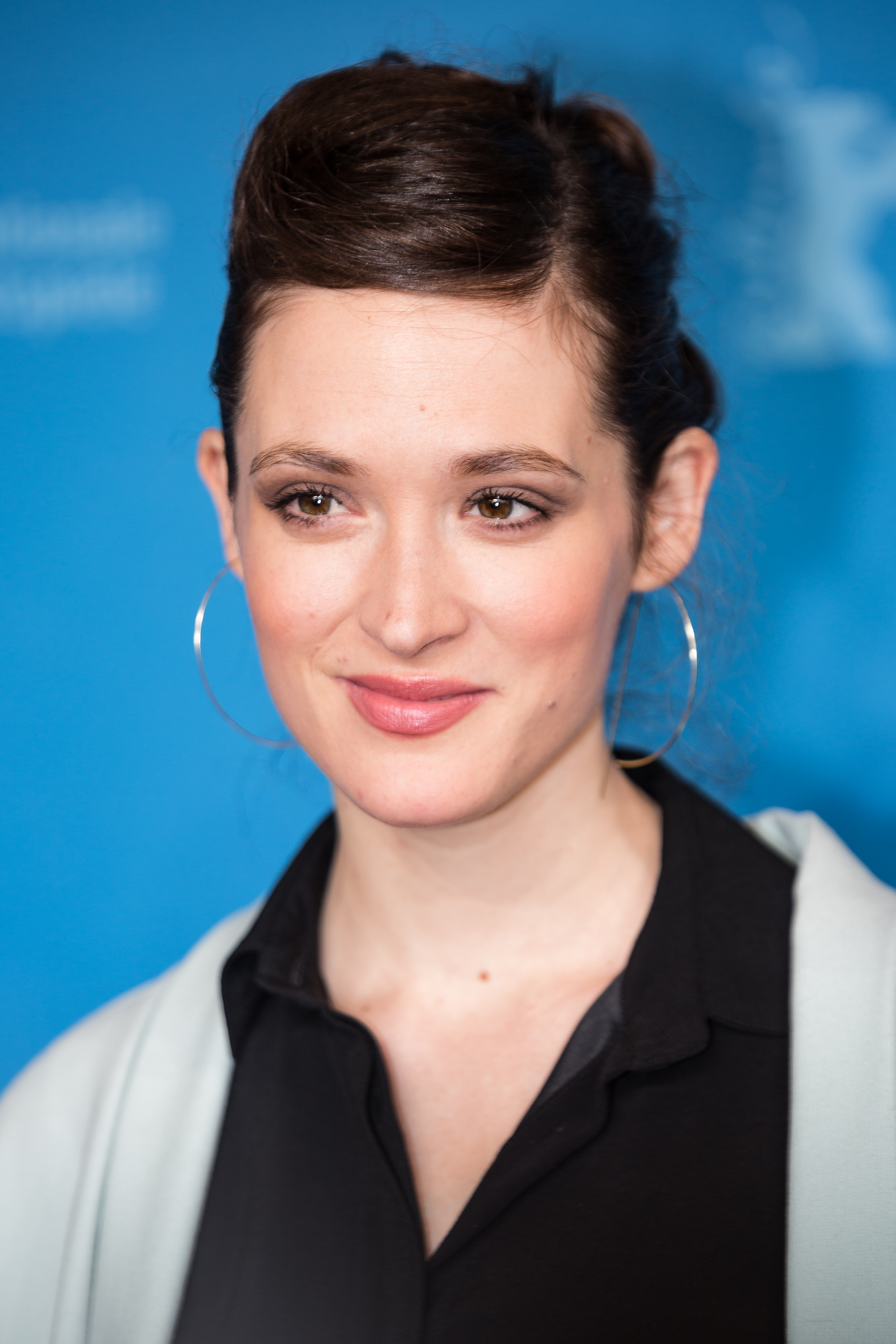
Friederike Becht auf der Berlinale 2017

Friederike Becht (* 14. Oktober 1986 in Bad Bergzabern, Rheinland-Pfalz) ist eine deutsche Schauspielerin.

## Leben

### Ausbildung und Privates
Die aus dem pfälzischen Dorf Winden stammende Becht studierte von 2004 bis 2008 Schauspiel an der Universität der Künste Berlin.
Friederike Becht ist mit dem Comedian Sebastian Rabsahl verheiratet. Das Paar hat zwei Kinder und lebt in Bochum.

### Theater
Becht begann als freischaffende Theaterschauspielerin unter anderem am Ernst Deutsch Theater Hamburg, Schauspielhaus Zürich, Berliner Ensemble und dem Stadttheater Freiburg. Ihr erster größerer Erfolg war 2007 der Auftritt als Thekla in Peter Steins Wallenstein am Berliner Ensemble, für den sie von der Zeitschrift Theater heute mit einer Nominierung als beste Nachwuchsschauspielerin ausgezeichnet wurde. 2009/10 war sie Mitglied des Ensembles am Schauspiel Essen. Dort stellte sie unter anderem die Solveig in Peer Gynt, die Titelrolle in Die kleine Hexe sowie die Hauptrolle Tanja in der Lutz-Hübner-Uraufführung Nachtgeschichte dar. In der darauffolgenden Spielzeit wechselte sie mit Intendant Anselm Weber an das Schauspielhaus Bochum, dessen festes Ensemblemitglied sie seitdem ist. In Bochum spielte sie unter anderem die Ljudmila (Wassas Tochter) in Wassa Schelesnowa, Cecily Cardew in Bunbury, Maria in Was ihr wollt, die Hauptrolle Vera Herbst in Haus am See und Maria in Yerma.

### Film und Fernsehen
Seit 2006 steht Becht auch regelmäßig in Film- und Fernsehproduktionen vor der Kamera. 2008 erhielt sie als Angela Berg eine Nebenrolle in der deutsch-amerikanischen Koproduktion Der Vorleser. Im Jahr darauf stellte sie an der Seite von Matthias Schweighöfer in der Fernsehbiografie Mein Leben – Marcel Reich-Ranicki Gerda Reich dar. 2011 spielte sie in dem Spielfilm Westwind ihre erste Hauptrolle auf der großen Leinwand: die der ostdeutschen Ruderin Doreen, die sich während eines Ungarn-Aufenthalts in einen Westdeutschen verliebt. Bechts leibliche Zwillingsschwester sprach ebenfalls vor, die zweite weibliche Hauptrolle (Doreens Zwillingsschwester) bekam aber stattdessen Luise Heyer.
Im Kinofilm Hannah Arendt teilte Becht 2012 als junge Hannah Arendt die Rolle mit der Hauptdarstellerin Barbara Sukowa, in der TV-Großproduktion Der Wagner-Clan. Eine Familiengeschichte ergänzte sie 2013 Iris Berben als junge Cosima Wagner. In der ARD-Filmbiografie über Käthe Kruse war sie 2015 in der Titelrolle zu sehen.
2019 übernahm Becht in dem Märchenfilm Die drei Königskinder der ARD-Fernsehreihe Sechs auf einen Streich an der Seite von Florian Stetter und Adele Neuhauser die Rolle der Königin Marie. 2020 spielte sie in der ARD-Produktion Ökozid die Hauptrolle der Rechtsanwältin Larissa Meybach. 2022 spielte sie neben Nina Gummich im ZDF-Fernsehdrama So laut du kannst die Hauptrolle der jungen Physiotherapeutin Kim Krawitz, deren beste Freundin in einem Luxushotel vergewaltigt wird, nachdem man ihr K.-o.-Tropfen verabreichte. Im selben Jahr besetzte sie Lars-Gunnar Lotz in seinem Fernsehkrimi Spreewaldkrimi: Die siebte Person in der Rolle einer Patientin einer Psychiatrischen Klinik, die an einer dissoziativen Identitätsstörung leidet.

## Filmografie
- 2006: Sphinx – Geheimnisse der Geschichte – Heinrich VIII. – Mörder auf dem Königsthron (Fernsehdokumentation)
- 2008: Der Vorleser
- 2009: Mein Leben – Marcel Reich-Ranicki (Fernsehfilm)
- 2011: SOKO Wismar – Auf Messers Schneide (Fernsehserie)
- 2011: Westwind
- 2012: Das Millionen Rennen (Fernsehfilm)
- 2012: Hannah Arendt
- 2012: Marie Brand und die falsche Frau (Fernsehreihe)
- 2013: Verbrechen nach Ferdinand von Schirach – Summertime (Fernsehserie)
- 2013: Der Wagner-Clan. Eine Familiengeschichte (Der Clan. Die Geschichte der Familie Wagner; Fernsehfilm)
- 2014: Im Labyrinth des Schweigens
- 2015: Käthe Kruse (Fernsehfilm)
- 2015: Becks letzter Sommer
- 2015: Nachspielzeit (Fernsehfilm)
- 2015: Nacht der Angst (Fernsehfilm)
- 2016: Tatort – Der hundertste Affe (Fernsehreihe)
- 2016: Neben der Spur – Todeswunsch (Fernsehfilm)
- 2017: Der gleiche Himmel (Fernseh-Dreiteiler)
- 2017: Die Vierhändige, Regie: Oliver Kienle
- 2018: Parfum (Fernsehserie, 6 Folgen)
- 2019: Brecht (Fernseh-Zweiteiler)
- 2019: Hartwig Seeler – Gefährliche Erinnerung (Fernsehfilm)
- 2019: Ein verhängnisvoller Plan (Fernsehfilm)
- 2019: Sechs auf einen Streich – Die drei Königskinder (Fernsehfilm)
- 2019: Nachtschicht – Cash & Carry (Krimireihe)
- 2020: Ökozid (Fernsehfilm)
- 2021: Du sollst nicht lügen (Miniserie, 4 Folgen)
- 2021: Plötzlich so still (Fernsehfilm)
- 2021: Schneller als die Angst (Miniserie, 6 Folgen)
- 2022: Trügerische Sicherheit (Fernsehfilm)
- 2022: So laut du kannst (Fernsehfilm)
- 2022: Einfach Nina (Fernsehfilm)
- 2023: Spreewaldkrimi: Die siebte Person (Fernsehreihe)
- 2023: Geranien
- 2023: One for the Road
- 2023: Die Saat – Tödliche Macht (Fernsehserie, 6 Folgen)
- 2024: Vena
- 2025: Das Verschwinden des Josef Mengele

## Auszeichnungen
- 2007: Nominierung in Theater heute in der Kategorie beste Nachwuchsschauspielerin (Thekla in Wallenstein, Regie Peter Stein)[8]
- 2014: Bochumer Theaterpreis in der Kategorie Nachwuchs[10]
- 2015: Ulrich-Wildgruber-Preis[11][12]
- 2022: Deutscher Fernsehpreis in der Kategorie Beste Schauspielerin[13]